# Бердюж'є
Бердю́ж'є (рос. Бердюжье) — село у складі Бердюзького району Тюменської області, Росія.

## Географія
Бердюж'є розташоване на берегах двох невеликих озер — Мале і Велике Бердюж'є. Через село проходить нова автодорога траси Р-254 «Іртиш» Курган-Ішим-Омськ, в об'їзд казахської ділянки старої траси. Відстань до Тюмені — 284 км, Ішиму — 90 км.

## Історія
Назва походить від прізвища засновника Бердюгіна, а не з тюркської мови, як було прийнято вважати раніше.

## Населення
Населення — 5158 осіб (2010, 5256 у 2002).
Національний склад станом на 2002 рік:
- росіяни — 93 %